# Marrupe
Marrupe ist ein Ort und eine Gemeinde (Municipio) im Nordosten der Provinz Toledo in Spanien mit 162 Einwohnern (Stand: 2024). 

## Lage
Marrupe liegt etwa 75 Kilometer westnordwestlich von Toledo in einer Höhe von ca. 585 m. 
In Marrupe herrscht ein kontinentales Klima mit extremen Temperaturen und starken Amplituden. Die Niederschläge (55 mm/Jahr) sind sehr unregelmäßig und selten, meist im Herbst und Frühling konzentriert.

## Bevölkerungsentwicklung
| Jahr      | 1970 | 1981 | 1991 | 2001 | 2011 | 2021 |
| Einwohner | 256  | 151  | 151  | 134  | 187  | 154  |

## Sehenswertes

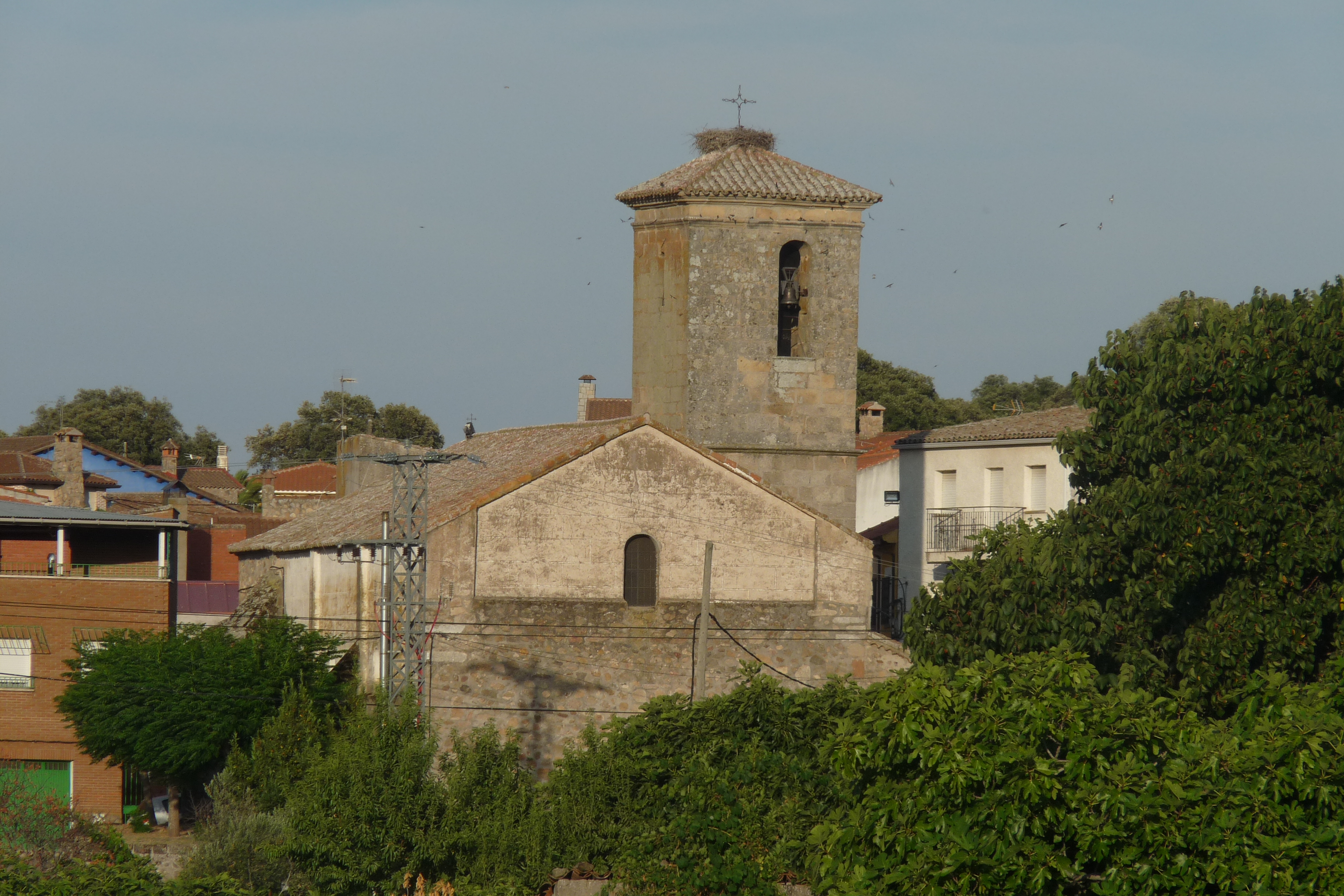
Bartholomäuskirche

- Bartholomäuskirche